# Stazione di Terria
Stazione di Terria vasútállomás Olaszországban, Contigliano település Terria frazionéjában.

## Vasútvonalak
Az állomást az alábbi vasútvonalak érintik:
- Terni–Sulmona-vasútvonal

## Kapcsolódó állomások
A vasútállomáshoz az alábbi állomások vannak a legközelebb:
- Stazione di Contigliano
- Stazione di Greccio